# Вузметинци
Вузметинци (на словенски: Vuzmetinci) е село в Словения, Подравски регион, община Ормож. Според Националната статистическа служба на Република Словения през 2015 г. селото има 145 жители.